# Bandy Creek
Bandy Creek är en ort i Australien. Den ligger i kommunen Esperance Shire och delstaten Western Australia, omkring 600 kilometer öster om delstatshuvudstaden Perth. Antalet invånare är 223.
Närmaste större samhälle är Esperance, nära Bandy Creek. 